# Качурин, Игорь Анатольевич
Игорь Анатольевич Качурин (род. 14 июня 1967, Челябинск-70) — советский и российский тяжелоатлет, призёр чемпионата СССР (1991), чемпион России (1993), чемпион Европы (1992). Мастер спорта СССР международного класса (1988).

## Биография
Игорь Качурин родился 14 июня 1967 года в закрытом городе Челябинск-70 (ныне Снежинск). Начал заниматься тяжёлой атлетикой в 1980 году под руководством Бориса Арбатского.
В 1991 году стал победителем международного турнира «Кубок дружбы» (г. Орёл) и серебряным призёром чемпионата СССР. В 1992 году был включён в состав Объединённой команды на чемпионате Европы в Сексарде и завоевал золотую медаль этих соревнований.
В 1993 году выиграл чемпионат России и участвовал в чемпионате Европы в Софии, где показал лучший результат в рывке, но занял только 4 место по сумме двоеборья. В 1996 году завершил свою спортивную карьеру.
Обладатель третьего результата в рывке для тяжелоатлетов категории до 110 кг за всю историю тяжелой атлетики - 205 кг (10.07.1989, Донецк, чемпионат СССР до 23 лет) после Юрия Захаревича, СССР - 210 кг (27.09.1988, Сеул)  и Рони Веллера, ГДР - 205 кг (12.05.1989, Эберсвальде).